# Ataxia cayennensis
Ataxia cayennensis är en skalbaggsart som beskrevs av Stefan von Breuning 1940. Ataxia cayennensis ingår i släktet Ataxia och familjen långhorningar. Inga underarter finns listade.